# Sebastián Cavero
Sebastián José Cavero Nakahoro (Lima, 20 de junio de 2002) es un futbolista peruano. Juega como extremo izquierdo y su equipo actual es el Foot Ball Club Melgar de la Liga 1 de Perú.

## Trayectoria

### Divisiones menores
Inicia su carrera en las divisiones menores del club peruano Alianza Lima, al cual llega a inicios del 2015 y fue campeón 3 veces de la Copa Federación. También, en 2018 fue invitado a entrenar con el Angers SCO de Francia. Al volver a las divisiones menores blanquiazules, fue escalando categorías hasta pasar a jugar por la reserva en 2019, año en el que fue convocado para la selección de fútbol sub-17 del Perú jugando el Sudamericano 2019. Aquel mismo año firma su primer contrato profesional. Acabado el año 2019 y tras un seguimiento cercano a lo largo de la temporada, verbigracia del convenio internacional entre ambas instituciones, el club brasileño Palmeiras lo invitó a una pasantía de 15 días para febrero de 2020, después de la cual volvió a Alianza. 

### Alianza Lima (1.ª etapa)
Fue promovido al primer equipo el 2020 por el comando técnico de Pablo Bengoechea, quienes además lo inscribieron en la lista de 30 jugadores para disputar la Copa Libertadores 2020, participando en solo un partido y en los otros tres estando en banca.
Sin embargo, no fue sino hasta septiembre de 2020 que llegó su debut, esta vez con otro comando técnico. Tras haber aparecido en lista partidos antes, Cavero debutó como titular en el partido entre Alianza Lima y F. B. C. Melgar en el empate 2-2, y fue sustituido en el minuto 81. Jugó 7 partidos en el Torneo Apertura y solo 3 encuentros en el Torneo Clausura. 

### Alianza Universidad
Tras no estar en el proyecto del elenco íntimo para el 2021, fue prestado al Alianza Universidad jugando la Liga 1 de ese año. Debutó en la fecha 1 en la victoria 1-0 ante el Cusco FC por el Torneo Apertura. Jugó 21 partidos en la temporada, teniendo muchísima mayor continuudad en el Torneo Clausura asentándose como extremo izquierdo e incluso llegando a ser capitán del equipo en una ocasión. No obstante, al término de la temporada, no se amplió más su préstamo y tuvo que volver al Alianza Lima.

### Alianza Lima (2.ª etapa)
A pesar de entrenar con el equipo tras su retorno para la Liga 1 2022, Cavero casi nunca salió en lista en el campeonato nacional y en la Copa Libertadores solo estuvo en banca en 3 encuentros. Su debut recién se produjo en la fecha 17 del Torneo Apertura en la derrota 1-0 frente al Deportivo Binacional ingresando a los 78 minutos y fue el único partido que disputó con los victorianos en la temporada. 

### Atlético Grau
Tras contar con muy pocas oportunidades en la escuadra aliancista, Cavero prefirió rescindir su contrato con la institución por mutuo acuerdo y ya como jugador libre firmó con el Atlético Grau con miras a disputar el Torneo Clausura 2022. 

## Estadísticas

### Clubes
| Club                                                                                       | Div.          | Temporada     | Liga  | Liga  | Liga   | Copas nacionales(1) | Copas nacionales(1) | Copas nacionales(1) | Torneos internacionales(2) | Torneos internacionales(2) | Torneos internacionales(2) | Total | Total | Total  |
| Club                                                                                       | Div.          | Temporada     | Part. | Goles | Asist. | Part.               | Goles               | Asist.              | Part.                      | Goles                      | Asist.                     | Part. | Goles | Asist. |
| ------------------------------------------------------------------------------------------ | ------------- | ------------- | ----- | ----- | ------ | ------------------- | ------------------- | ------------------- | -------------------------- | -------------------------- | -------------------------- | ----- | ----- | ------ |
| Alianza Lima · Perú                                                                        | 1.ª           | 2020          | 10    | 0     | 0      | —                   | —                   | —                   | 1                          | 0                          | 0                          | 11    | 0     | 0      |
| Alianza Lima · Perú                                                                        | 1.ª           | 2022          | 1     | 0     | 0      | —                   | —                   | —                   | 0                          | 0                          | 0                          | 1     | 0     | 0      |
| Alianza Lima · Perú                                                                        | Total club    | Total club    | 11    | 0     | 0      | 0                   | 0                   | 0                   | 1                          | 0                          | 0                          | 12    | 0     | 0      |
| Alianza Universidad · Perú                                                                 | 1.ª           | 2021          | 21    | 0     | 0      | 0                   | 0                   | 0                   | —                          | —                          | —                          | 21    | 0     | 0      |
| Alianza Universidad · Perú                                                                 | Total club    | Total club    | 21    | 0     | 0      | 0                   | 0                   | 0                   | 0                          | 0                          | 0                          | 21    | 0     | 0      |
| Atlético Grau · Perú                                                                       | 1.ª           | 2022          | 12    | 0     | 0      | —                   | —                   | —                   | —                          | —                          | —                          | 12    | 0     | 0      |
| Atlético Grau · Perú                                                                       | Total club    | Total club    | 12    | 0     | 0      | 0                   | 0                   | 0                   | 0                          | 0                          | 0                          | 12    | 0     | 0      |
| FBC Melgar · Perú                                                                          | 1.ª           | 2023          | 13    | 0     | 0      | —                   | —                   | —                   | 2                          | 0                          | 0                          | 15    | 0     | 0      |
| FBC Melgar · Perú                                                                          | 1.ª           | 2024          | 10    | 0     | 1      | —                   | —                   | —                   | 1                          | 0                          | 0                          | 11    | 0     | 1      |
| FBC Melgar · Perú                                                                          | Total club    | Total club    | 23    | 0     | 1      | 0                   | 0                   | 0                   | 3                          | 0                          | 0                          | 26    | 0     | 1      |
| Total carrera                                                                              | Total carrera | Total carrera | 67    | 0     | 1      | 0                   | 0                   | 0                   | 4                          | 0                          | 0                          | 71    | 0     | 1      |
| (1)Incluye partidos correspondientes a la Copa Bicentenario. (2)Incluye Copa Libertadores. |               |               |       |       |        |                     |                     |                     |                            |                            |                            |       |       |        |

### Selecciones
| Selección     | Temporada     | Amistosos(1) | Amistosos(1) | Amistosos(1) | Sudamérica | Sudamérica | Sudamérica | Mundial | Mundial | Mundial | Total | Total | Total  |
| Selección     | Temporada     | Part.        | Goles        | Asist.       | Part.      | Goles      | Asist.     | Part.   | Goles   | Asist.  | Part. | Goles | Asist. |
| ------------- | ------------- | ------------ | ------------ | ------------ | ---------- | ---------- | ---------- | ------- | ------- | ------- | ----- | ----- | ------ |
| Sub-17 · Perú | 2019          | 0            | 0            | 0            | 7          | 0          | 0          | —       | —       | —       | 7     | 0     | 0      |
| Sub-17 · Perú | Total         | 0            | 0            | 0            | 7          | 0          | 0          | 0       | 0       | 0       | 7     | 0     | 0      |
| Sub-20 · Perú | 2020          | 2            | 0            | 0            | —          | —          | —          | —       | —       | —       | 2     | 0     | 0      |
| Sub-20 · Perú | Total         | 2            | 0            | 0            | 0          | 0          | 0          | 0       | 0       | 0       | 2     | 0     | 0      |
| Sub-23 · Perú | 2023          | 2            | 0            | 0            | —          | —          | —          | —       | —       | —       | 2     | 0     | 0      |
| Sub-23 · Perú | Total         | 2            | 0            | 0            | 0          | 0          | 0          | 0       | 0       | 0       | 2     | 0     | 0      |
| Total carrera | Total carrera | 4            | 0            | 0            | 7          | 0          | 0          | 0       | 0       | 0       | 11    | 0     | 0      |

## Palmarés

### Torneos nacionales
| Título | Club         | País | Año  |
| ------ | ------------ | ---- | ---- |
| Liga 1 | Alianza Lima | Perú | 2022 |